# Antistea elegans
Antistea elegans är en spindelart som först beskrevs av John Blackwall 1841.  Antistea elegans ingår i släktet Antistea och familjen panflöjtsspindlar. Arten är reproducerande i Sverige. Utöver nominatformen finns också underarten A. e. propinqua.

## Bildgalleri

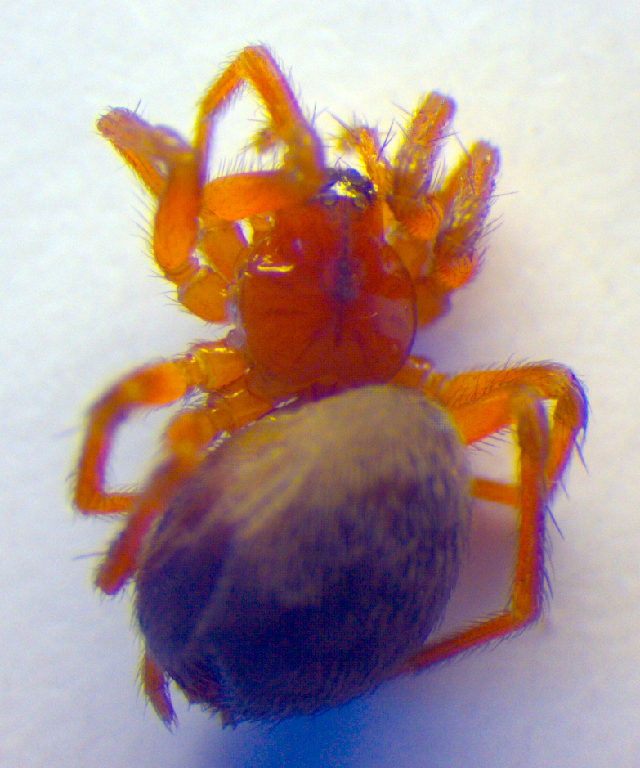